# Łaba
Łaba (dolnołuż. Łobjo, cz. Labe; niem. Elbe, lat. Albis, wym. MAF: [ˈɛlbə], posłuchajⓘ) – rzeka w Niemczech i Czechach o długości 1165 km (370 km w Czechach) i powierzchni dorzecza 144 055 km² (w Czechach 51 394 km²).
Ma źródła w Karkonoszach, na południe od Łabskiego Szczytu, na wysokości 1387 m n.p.m., w pobliżu polskiej granicy; uchodzi do Zatoki Helgolandzkiej Morza Północnego w okolicach Cuxhaven. Jest największą rzeką Czech oraz jedną z większych europejskich rzek i rzecznych szlaków komunikacyjno-transportowych.
Do dorzecza Łaby należą niewielkie fragmenty terytorium Polski, położone w Sudetach Zachodnich i Środkowych; na terytoriach tych znajdują się m.in. górne biegi Izery (czes. Jizera) i Dzikiej Orlicy (czes. Divoká Orlice).
Po raz pierwszy wzmiankowana przez Pomponiusza Melę w I wieku n.e. (jako Albis).
Gospodarką wodną w dorzeczu Łaby, zwłaszcza w kontekście zanieczyszczenia wody, zajmuje się Międzynarodowa Komisja Ochrony Łaby.

## Bieg rzeki

### w Czechach

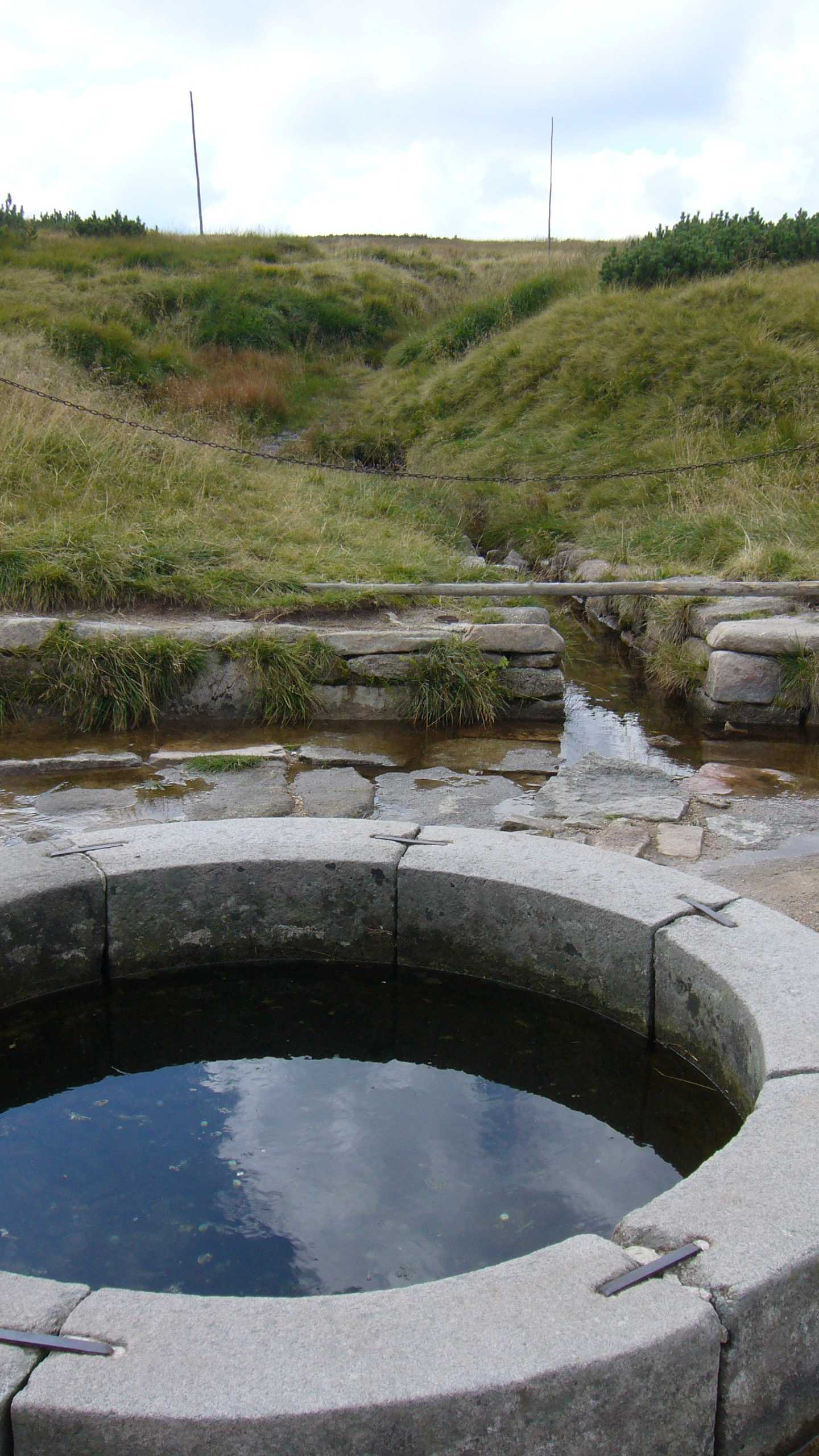
Źródło Łaby

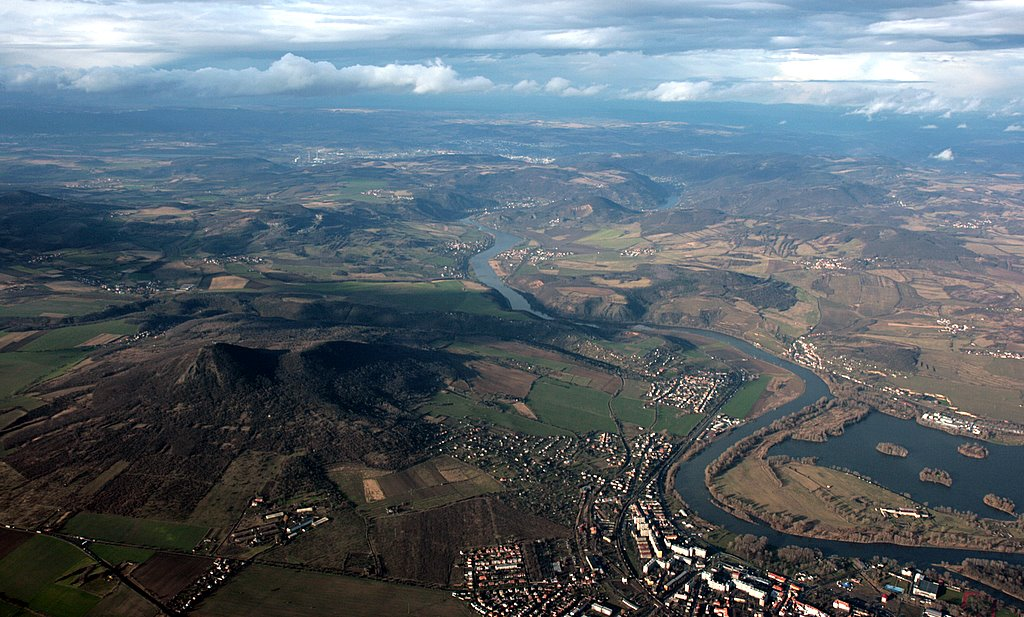
Łaba z lotu ptaka w okolicy Lovosic

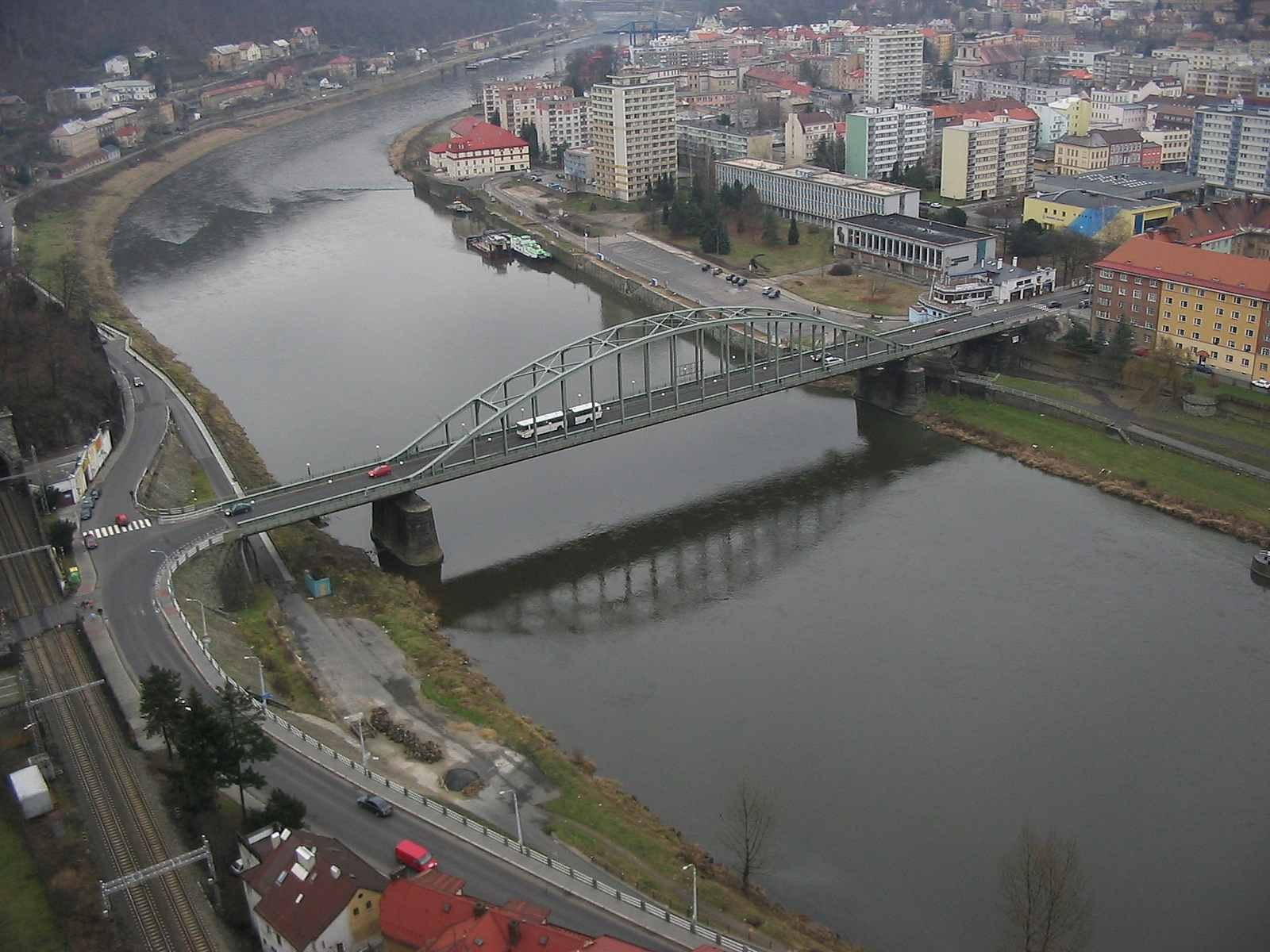
Łaba w Děčínie

Źródła Łaby znajdują się w Karkonoszach, na Łabskiej Łące, poniżej Łabskiego Szczytu, na wysokości 1387 m n.p.m. Od źródeł płynie na wschód. Poniżej schroniska Labská bouda spada Labským vodopádem do Labského dolu. W środkowej części Sedmídolí, w miejscu zwanym U Dívči lávky łączy się z Bílé Labe i zmienia kierunek na południowy. Między miejscowościami Szpindlerowy Młyn a Vrchlabí płynie wąską doliną Labskou soutěskou. Od Vrchlabí po Jaroměř płynie na południowy wschód przez pagórkowate Podgórze Karkonoskie. Ważniejszymi dopływami w górskim biegu rzeki są Biała Łaba, Malé Labe, Čistá i Pilníkovský potok (wszystkie lewostronne). Niedaleko miasteczka Dvůr Králové nad Labem znajduje się zapora wodna Les Království.
W Jaroměřu na wysokości 250 m do Łaby wpada z lewej strony Úpa, a niedaleko pod Josefovem Metuje. Dolina rzeki się rozszerza i aż po ujście Ohřy pod Litomierzycami nosi nazwę Polabí. Dalszymi lewostronnymi dopływami są Orlica (czes. Orlice) w Hradcu Králové, Loučná w Sezemicach niedaleko Kunětickéj hory i Chrudimka w Pardubicach. Od Jaroměřa do Pardubic Łaba płynie na południe. W Pardubicach skręca na zachód i płynie w tym kierunku aż do Kolína, gdzie skręca ku północnemu zachodowi.
Od Chvaletic, gdzie znajduje się port rzeczny, pierwotnie służący zaopatrzeniu w paliwo miejskiej elektrowni, rzeka jest uregulowana. Między Pardubicami a Mielnikiem do Łaby wpada kilka lewostronnych dopływów: Doubrava pod Záboří nad Labem, Klejnárka u Starého Kolína, Výrovka niedaleko Nymburka i Výmola przed Čelákovicami. Pierwszym znaczniejszym prawym dopływem Łaby jest rzeka Cidlina. Przy jej ujściu znajduje się rezerwat národní přírodní rezervace Libický luh, chroniący największy w Czechach kompleks lasów łęgowych.
W Nymburku wpada do Łaby z prawej strony rzeczka Mrlina, która tworzy zakole, przypominające fosę wokół centrum miasta, a która chroniła starą słowiańską osadę Ústí. Przy ujściu prawostronnej Izery (czes. Jizera) w pobliżu miasta Stará Boleslav, rozciągają się rozległe lasy, w których znajdują się ujęcia wody pitnej dla Pragi – ujęcie Káraný z 1911 r. Poza ujściem Wełtawy (czesk. Vltava) w okolicy Mielnika wpadają do Łaby dwa prawostronne dopływy: rzeczki Pšovka i Liběchovka. Obie tworzą głębokie malownicze doliny i obie mają znaczenie turystyczne. Pšovka płynie przez Kokořínský důl oraz obszar chroniony Chráněná krajinná oblast Kokořínsko.
Rozległe i piękne Polabí zamyka ujście Ohřy naprzeciw Litomierzyc. Poniżej Lovosic Łaba wpada do głębokiego kanionu, zwanego Czeską Bramą (czes. Česká brána, łac. Porta Bohemica), przecinającego Czeskie Średniogórze. W Ujściu nad Łabą wpada do niej lewostronny dopływ – Bílina, w Děčínie prawostronny Ploučnice, a w Hřensku również prawostronny Kamenice. Wąską doliną Łaba płynie na północ do granicy z Niemcami w Hřensku, gdzie znajduje się najniżej położony punkt w Czechach (115 m n.p.m.). Ziemie czeskie Łaba opuszcza w głębokim wąwozie znajdującym się w obszarze chronionym Labské pískovce.

### w Niemczech
Po stronie niemieckiej Łaba płynie głęboką doliną przez Saską Szwajcarię przez Pirnę ku północnemu zachodowi. Od Pirny dolina zaczyna się rozszerzać. Rzeka przepływa przez Drezno, gdzie osiąga 100–150 m szerokości. Płynie przez Miśnię i dalej przez Nizinę Północnoniemiecką, przez miasta Torgau i Dessau-Roßlau. Stąd aż do Hamburga meandruje. W tej części Łaba przyjmuje swe największe lewostronne dopływy Muldę i Soławę (niem. Saale). Na północ od Magdeburga łączy się Kanałem Łaba-Hawela z Hawelą. Po kilkudziesięciu kilometrach łączy się z prawym dopływem Hawelą i zmienia kierunek na północno-wschodni.
Za Wittenbergą w dwóch miejscach Łaba tworzyła granicę między byłymi NRD i RFN. Przed Hamburgiem Łaba rozdziela się na dwie odnogi Północną Łabę i Południową Łabę. Z Hamburga Łaba płynie dalej na północny zachód, a jej koryto jest szerokie na 300–500 m. Później się jeszcze rozszerza i przechodzi w estuarium. Z prawej strony łączy się z Morzem Bałtyckim przez Kanał Kiloński. Koło portu w Cuxhaven Łaba wpada do Morza Północnego (Zatoki Helgolandzkiej). Estuarium ma długość 100 km i szerokość 2,5–15 km.

### Dopływy
- lewostronne:

Dopływy Łaby

  - w Czechach: Bílé Labe, Malé Labe, Úpa, Metuje, Orlica (czes. Orlice), Loučná, Chrudimka, Doubrava, Výrovka, Wełtawa (czes. Vltava), Ohrza (czes. Ohře), Modla, Bílina
  - w Niemczech: Biela, Rybný potok, Prießnitz, Weißeritz, Triebisch, Mulda (niem. Mulde), Soława (niem. Saale), Ohre
- prawostronne:
  - w Czechach: Cidlina, Mrlina, Vlkava, Izera, Pšovka, Liběchovka, Ploučnice, Kamenice
  - w Niemczech: Křinice, Lachsbach, Wesenitz, Müglitz, Czarna Elstera (niem. Schwarze Elster), Hawela (niem. Havel), Elde.

## Reżim wodny
Jej sposób zasilania – śnieżno-lodowcowe. Najwyższe stany wód, spowodowane tajaniem śniegów, są na wiosnę. Latem wody opadają, przy czym zdarzają się letnie wezbrania spowodowane nawałnicowymi lub długotrwałymi opadami. W pozostałej części roku stany wód nie wykazują takich wahań. Średni roczny przepływ na granicy czesko-niemieckiej wynosi 308 m³/s, a w dolnym biegu rzeki – 870 m³/s. Przypływy morskie zaznaczają się do 160 km od ujścia. W górnym biegu Łaba zamarza na 1,5-2 miesiące, a w dolnym na 2-3 miesiące. W czasie lekkich zim nie zamarza wcale.

## Żegluga
Żegluga na Łabie jest możliwa na długości 950 km, a dla mniejszych statków nawet ponad 1000 km. Dla mniejszych jednostek dostępny jest niewielki odcinek powyżej Pardubic – na jazie w Pardubicach znajduje się pierwsza śluza. Dla jednostek transportowych rzeka jest dostępna od miasta Prelouč (leży tam trzecia śluza), powyżej tej śluzy znajduje się pierwszy ważniejszy port przemysłowy, w Chvaleticach. Od Kolína, gdzie znajduje się szósta śluza, rzeka jest już intensywniej wykorzystywana jako szlak wodny. 9 dalszych jazów i śluz umożliwia żeglugę na odcinku do ujścia będącej również drogą wodną Wełtawy,  a 6 kolejnych reguluje czeski odcinek Łaby poniżej ujścia Wełtawy – ostatnia leży w Střekovie, dzielnicy Uścia nad Łabą.
Na dalszym, długim odcinku Łaby nie ma stopni wodnych, żeglugę umożliwiają odpowiednio umocnione brzegi, a poczynając od miasta Riesa w Niemczech Łaba jest regulowana ostrogami. Ważniejsze porty na tym odcinku to Drezno, Riesa, Wittenberga i Dessau-Roßlau. W Magdeburgu Łaba krzyżuje się z drogą wodną, którą tworzą Kanał Śródlądowy i Kanał Łaba-Hawela, kanały te przechodzą nad Łabą oddanym do użytku w 2003 r. akweduktem i są z nią połączone kilkoma śluzami.
Poniżej Magdeburga ważniejszymi portami są Wittenberge, Boizenburg i Lauenburg, w którym rozpoczyna się Kanał Łaba-Lubeka. Jednak z uwagi na dość silny prąd, wynikający ze swobodnego biegu Łaby nieuregulowanej stopniami wodnymi oraz wydłużające znacznie bieg rzeki liczne meandry, żegluga towarowa na odcinku poniżej Magdeburga zamiast Łabą prowadzona jest przede wszystkim Kanałem Bocznym Łaby oddanym do użytku w 1976 r. Wypływa on z Kanału Śródlądowego w okolicach Wolfsburga, a z Łabą łączy się w Artlenburgu.
Poniżej Artlenburga, w Geesthacht w Szlezwiku-Holsztynie znajduje się jedyny na niemieckim odcinku Łaby stopień wodny i śluza. Poniżej tego stopnia leży Hamburg, na którego obszarze rozgałęziona Łaba jest żeglowna dla statków morskich.
System kanałów łączy Łabę z Morzem Bałtyckim - poprzez Kanał Łaba-Lubeka; Renem, Wezerą (Weser) i Amizą (Ems) - poprzez Kanał Śródlądowy; a nadto z Berlinem przez Kanał Łaba-Hawela i Hawelę i dalej z Odrą przez Kanał Odra-Hawela oraz przez Sprewę i Kanał Odra-Sprewa. Ponadto Łaba ma poprzez rzekę Ładę (Elde) połączenie z Wielkimi Jeziorami Meklemburskimi i Schwerinem, ale te drogi wodne mają znaczenie jedynie turystyczne.

## Fauna
Dzięki wyraźnemu polepszeniu czystości wód w rzece po roku 1990 do Łaby po długim czasie nieobecności wróciła część fauny, przede wszystkim łosoś, wydra europejska, bóbr. Z ptaków w dolinie Łaby występują m.in. perkozek, czapla siwa, czapla biała, kormoran zwyczajny, zimorodek, jaskółka brzegówka, sieweczka rzeczna i tracz nurogęś.

## Ochrona przyrody
Wielkopowierzchniowe formy ochrony przyrody, przez które przepływa Łaba, to: Krkonošský národní park, Chráněná krajinná oblast České středohoří, Chráněná krajinná oblast Labské pískovce, Národní park České Švýcarsko. Niemieckie tereny położone wzdłuż koryta Łaby zostały w 1979 roku uznane za rezerwat biosfery.

## Ważniejsze miasta, przez które przepływa Łaba
Szpindlerowy Młyn, Vrchlabí, Hostinné, Dvůr Králové nad Labem, Jaroměř, Hradec Králové, Pardubice, Kolín, Podiebrady, Nymburk, Lysá nad Labem, Čelákovice, Brandys nad Łabą-Stara Bolesław, Neratovice, Mělník, Štětí, Rudnice nad Łabą, Litomierzyce, Lovosice, Ústí nad Labem, Děčín, Bad Schandau, Pirna, Drezno, Miśnia, Riesa, Torgau, Dessau-Roßlau, Magdeburg, Wittenberga, Lauenburg, Hamburg, Cuxhaven

## Etymologia
Nazwę nadali rzece Celtowie, którzy mieszkali w jej dorzeczu. Celtyckie słowo elb znaczyło „rzeka”. Według niektórych źródeł w języku praindoeuropejskim słowo to znaczyło „biały, jasny, czysty”. W źródłach antycznych nazwa rzeki brzmi Albis, Alis lub Alba, w średniowiecznych niemieckich jako Alba, które się później zmieniło na Olba lub Elba.
W języku czeskim Labe jest jedyną nazwą rzeki przepływającej przez terytorium Republiki Czeskiej, która nie jest rodzaju żeńskiego.